# Glitch Techs
Glitch Techs es una serie de televisión web animada creada por Eric Robles y Dan Milano, y bajo la producción conjunta de Nickelodeon y Netflix. La serie debutó el 21 de febrero de 2020 en Netflix.

## Premisa
La serie gira en torno a dos adolescentes, Héctor Nieves (High-5) y Miko Kubota, quienes trabajan en Hinobi, una empresa de videojuegos y aparatos electrónicos, la cual es una fachada ante su real labor: combatir monstruos de videojuegos, quienes logran llegar al mundo real.

## Personajes

### Personajes principales
- Héctor Nieves (High-5) (voz por Ricardo Hurtado): Es un adolescente de 15 años y es el protagonista de la serie. Es detallista, perseverante y calculador, quién antes de ingresar a Hinobi, trabajaba en un camión restaurante de comida mexicana, junto con su abuelo y su abuela.

- Miko Kubota (MeK.O.) (voz de Mónica Ray): Es una chica de 16  años y es protagonista de la serie. Es una joven atlética, distraída e hiperactiva, quien ingresa a trabajar a Hinobi, prometiendo a sus padres de que sería más responsable.

### Personajes secundarios
- Mitch Williams (voz por Luke Youngblood): Es un empleado de Hinobi: considerado el mejor jugador de videojuegos de la ciudad, tiene una personalidad arrogante y egocéntrica, y menosprecia a sus compañeros de trabajo.
- Haneesh (voz por Sandeep Panikh): Es un empleado de Hinobi.
- Zahra (voz por Zehra Fazal): Es una empleada de Hinobi. Primer personaje de Nickelodeon de origen musulmán, lleva un hiyab.
- Bergy (voz por Josh Sussman): Es un empleado de Hinobi.
- BITT (voz por Dan Milano): Es un robot que trabaja para Hinobi, ofreciendo consejos y recomendaciones a los empleados para combatir monstruos.
- Phil (voz por Scott Kreamer): El jefe de la tienda local Hinobi, encargado de detectar y combatir monstruos de videojuegos, junto con borrar la mente a todo civil que sea víctima de estas criaturas, para mantener en secreto la existencia del grupo.
- Abuelo de Five (voz por Eric Lopez): Es el abuelo de Five, que trabaja en un camión restaurante.

## Producción
Glitch Techs es producida en Estados Unidos por Nickelodeon Animation Studio, con servicios de animación proporcionados por Top Draw Animation, y asistencia de Flying Bark Productions en Australia y de Maven Animation Studios en Corea del Sur. El 12 de enero de 2019, se informó que la producción de la serie se detuvo, y que los miembros encargados de ésta habían sido despedidos. Sin embargo, Robles posteriormente anunció que Glitch Techs no había sido cancelada.

## Doblaje
| Personaje      | Actor/actriz de voz original | Actor/actriz de doblaje | Actor/actriz de doblaje |
| -------------- | ---------------------------- | ----------------------- | ----------------------- |
| High Five      | Ricardo Hurtado              | Alex Molina             | Carlos Siller           |
| Miko Kubota    | Monica Ray                   | Clara Schwarze          | Desireé González        |
| Phil Altiere   | Scott Kreamer                | Luis Grau               | Armando Coria           |
| Mitch Williams | Luke Youngblood              | Masumi Mutsuda          | Gerardo Mendoza         |
| Haneesh Jyoshi | Sandeep Parikh               | César Martínez Esparza  | Arturo Cataño           |
| Zahra Rashid   | Zehra Fazal                  | Rosa Moyano             | Azucena Miranda         |
| Bergy          | Josh Sussman                 | Iván Priego             | Roberto Salguero        |
| BITT           | Dan Milano                   | Jaume Villanueva        | Carlos Díaz             |
| Abuelo de Five | Eric Lopez                   |                         | Raúl Solo               |
| Abuela de Five | Jolene Kim                   | Rosa Moyano             | Yolanda Vidal           |
| Hugh Kubota    | Dee Bradley Baker            |                         | Raúl Estrada            |
| Mayumi Kubota  | Stephanie Sheh               |                         | Alexandra Vicencio      |
| Nica Kubota    | Rachael Russakoff            |                         | Erika Langrica          |
| Lexi Kubota    | Haley Tju                    | Silvia Gómez            | Pamela Mendoza          |

## Lista de episodios
| Temporada | Temporada | Capítulos | Estreno               |
| --------- | --------- | --------- | --------------------- |
|           | 1         | 9         | 21 de febrero de 2020 |
|           | 2         | 10        | 17 de agosto de 2020  |

### Temporada 1
| N.º (serie) | N.º (temp.) | Título                                                                                  | Escrito por                | Estreno mundial       |
| ----------- | ----------- | --------------------------------------------------------------------------------------- | -------------------------- | --------------------- |
| 1           | 1           | «Age of Hinobi La Era Hinobi (ES) Era de Hinobi (LA)»                                   | Dan Milano                 | 21 de febrero de 2020 |
| 2           | 2           | «Tutorial Mode El Tutorial (ES) Tutorial (LA)»                                          | David Anaxagoras           | 21 de febrero de 2020 |
| 3           | 3           | «Going, Going, Gauntlet! ¡Échame un Guante! (ES) ¿Dónde Está mi Brazalete? (LA)»        | Ashly Burch                | 21 de febrero de 2020 |
| 4           | 4           | «Smashozaurs Machacasaurios (ES) Smashosaurio (LA)»                                     | Jeff Tammell               | 21 de febrero de 2020 |
| 5           | 5           | «Castle Crawl Exploración de Castillo (ES) Laberinto Tenebroso (LA)»                    | Sandeep Parikh             | 21 de febrero de 2020 |
| 6           | 6           | «Alpha Leader Líder Nato (ES) Líder Alfa (LA)»                                          | Ashly Burch                | 21 de febrero de 2020 |
| 7           | 7           | «Collection Quest Misión Contrarreloj (ES) Misión de Búsqueda (LA)»                     | Jenny DeArmitt             | 21 de febrero de 2020 |
| 8           | 8           | «Adventures in Pet Training Entrenamiento de Mascotas (ES) Aventuras con Mascotas (LA)» | Jen Bardekoff y Dan Milano | 21 de febrero de 2020 |
| 9           | 9           | «Intructor de Kárate (ES) Karate Trainer (LA)»                                          | Eric Acosta                | 21 de febrero de 2020 |

### Temporada 2
| N.º (serie) | N.º (temp.) | Título                                                                                    | Escrito por                                          | Estreno mundial      |
| ----------- | ----------- | ----------------------------------------------------------------------------------------- | ---------------------------------------------------- | -------------------- |
| 10          | 1           | «The Glitch Modder La Chica Modificadora (ES) La Modificadora de Glitches (LA)»           | Ashly Burch                                          | 17 de agosto de 2020 |
| 11          | 2           | «Ping Ping (ES/LA)»                                                                       | Brad Bell y Dan Milano                               | 17 de agosto de 2020 |
| 12          | 3           | «Ralphie Bear Is Back El Oso Ralphie ha Vuelto (ES) El Oso Ralphie Está de Regreso (LA)»  | Eric Acosta, Ashly Burch, Dani Michaeli y Dan Milano | 17 de agosto de 2020 |
| 13          | 4           | «BUDS Colegas (ES) Amigos (LA)»                                                           | Sarah McChesney                                      | 17 de agosto de 2020 |
| 14          | 5           | «The New Recruit La Nueva Recluta (ES/LA)»                                                | Ashly Burch                                          | 17 de agosto de 2020 |
| 15          | 6           | «Find the Glitch Encuentra el Glitch (ES/LA)»                                             | Dan Milano                                           | 17 de agosto de 2020 |
| 16          | 7           | «The Real Glitch Techs Los Auténticos Glitch Techs (ES) Los Verdaderos Glitch Techs (LA)» | Jennifer Bardekoff                                   | 17 de agosto de 2020 |
| 17          | 8           | «Settling the Score Ajuste de Cuentas (ES) Hora de Volver al Tablero (LA)»                | Dan Milano                                           | 17 de agosto de 2020 |
| 18          | 9           | «I'm Mitch Williams Soy Mitch Williams (ES/LA)»                                           | Greg Nix                                             | 17 de agosto de 2020 |
| 19          | 10          | «BITT Prime Forma Plena (ES) BITT Prime (LA)»                                             | Dan Milano y Sandeep Parikh                          | 17 de agosto de 2020 |